# Papel milimetrado
| Papel milimetrado regular (arriba); retícula con escala logarítmica (abajo). |

El papel milimetrado es un tipo de papel común usado para medir los a (véase gráfica de una función).

## Historia
La patente del papel impreso con una cuadrícula rectangular se remonta a 1794, cuando fue concedida al médico inglés Buxton Un siglo después, E.H. Moore, un destacado matemático de la Universidad de Chicago, abogó por el uso de papel de líneas cuadradas para estudiantes de secundaria y universitarios.
El término "papel cuadriculado" no se usó mucho en Estados Unidos, mientras que en Europa el término "papel cuadriculado" permaneció en uso por más tiempo. En algunos países como Italia se sigue usando en diferentes niveles educativos.

## Formatos habituales
El papel milimetrado se encuentra disponible como hoja suelta o en blocks de hojas. Su uso, como herramienta para elaborar gráficos, ha decaído desde la aparición de programas como hojas de cálculo y de dibujo de diagramas que los reemplazan, aunque se siguen utilizando como redes de base para la representación gráfica de datos. Algunos usuarios incluso imprimen patrones de milimetrado en formato PDF en vez de comprar hojas con la cuadrícula ya impresa. Los formatos más comunes son:
- Papel cuadriculado es el papel cuyos ejes se encuentran graduados según una escala regular sin que destaque ninguna línea sobre las demás.
- Papel de ingeniero es el papel cuyos ejes se encuentran graduados según una escala regular con línea guía que destacan sobre las demás.
- Papel logarítmico es el papel que tiene uno o dos ejes graduados según una escala logarítmica.[6]
- Papel probabilístico es el papel cuyos ejes se encuentran graduados de tal forma que los datos que siguen una determinada distribución probabilística se sitúan aproximadamente en línea recta sobre el papel.

## Electrocardiogramas

Las medidas sobre coordenadas cartesianas de un electrocardiograma: en las ordenadas la tensión, y en las abcisas el tiempo

El papel utilizado para los electrocardiogramas es un papel cuadriculado en el que se registra el tiempo en las abcisas (con escala de un segundo cada 25 mm) y la amplitud en las ordenadas (con una escala de un milivoltio cada 10 mm).
La tarjeta electrocardiográfica tiene una cuadrícula de dimensiones estándar: las líneas horizontales y verticales están exactamente a 1 mm de distancia; como referencia visual, cada 5 líneas horizontales y verticales, se muestra una más marcada. El eje horizontal, leyendo de izquierda a derecha, representa el tiempo. A la velocidad estándar del papel de 25 mm/s, cada mm representa 0,04 segundos. El eje vertical corresponde a la amplitud de los diversos componentes electrocardiográficos.